# Chiesa di Santa Margherita (Regnano)
La chiesa di Santa Margherita è un edificio sacro che si trova a Regnano, frazione del comune toscano di Casola in Lunigiana.
La chiesa - di cui rimane solo la struttura della facciata, dell'abside e di qualche parte di parete - è di antica origine ed ha un paramento murario formato da bozze squadrate in bianca arenaria. Su quelle murature fu edificata successivamente la chiesa in grandi bozze d'arenaria. Poi l'aula fu raddoppiata e successivamente dotata di altari barocchi, finché il terremoto del 6-7 settembre 1920 non ne ha decretato la morte.
Di quella chiesa resta solo il senso di un importante monumento e qualche reperto, fra cui un bel fonte battesimale conservato al Museo del territorio dell'Alta Valle Aulella di Casola.